# ロバート・スティーヴン・インガソル

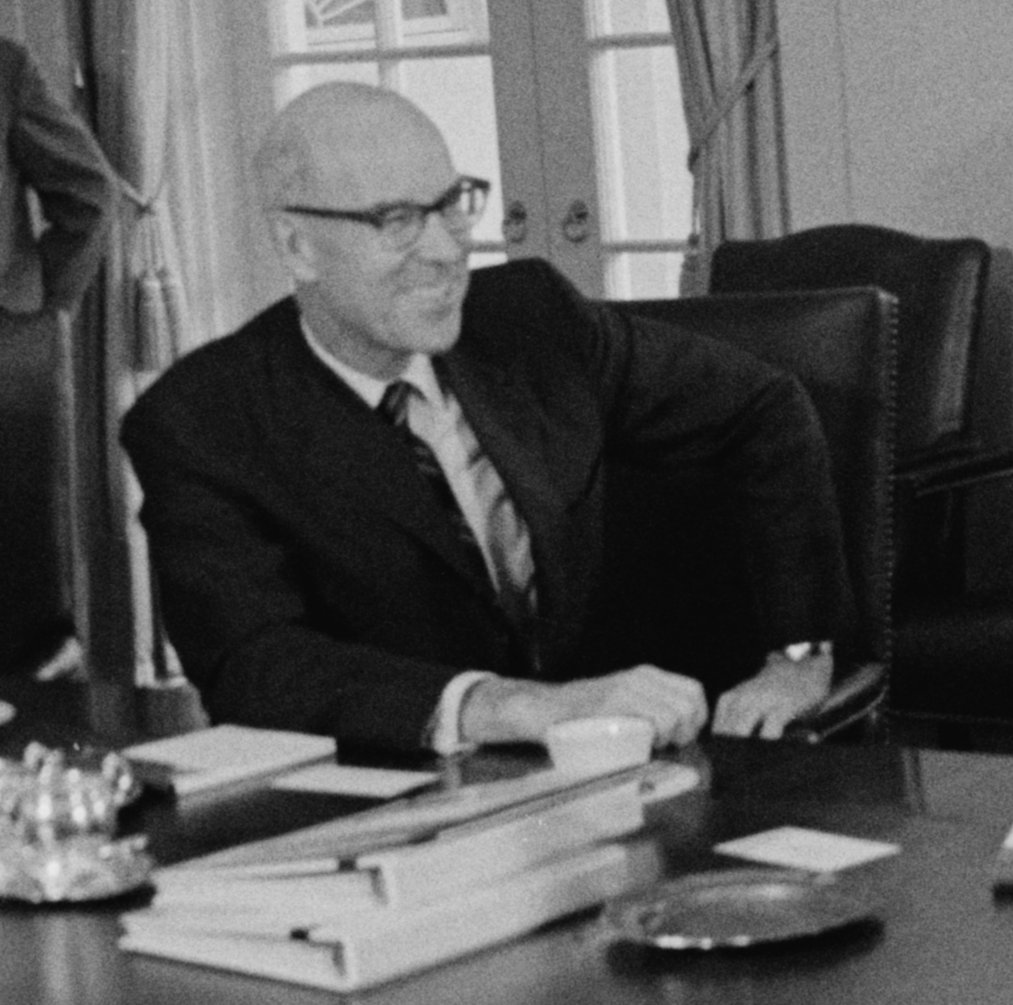
ロバート・スティーヴン・インガソル

ロバート・スティーヴン・インガソル（Robert Stephen Ingersoll, 1914年1月28日 - 2010年8月22日）は、アメリカ合衆国の実業家、外交官。

## 生涯
1914年、インガソルはイリノイ州において誕生した。インガーソルは1933年にマサチューセッツ州の私立高校フィリップス・アカデミーを卒業し、1937年にイェール大学を卒業した。
インガソルは1972年から1973年まで駐日大使を務め、1973年から1974年まで東アジア・太平洋担当国務次官補を務めた。インガーソルは1974年から1976年まで国務副長官を務めた。
インガソルはボルグワーナー社で会長兼最高経営責任者を、松下電器産業で会長を務めた。インガーソルはまた、アメリカ合衆国商工会議所の理事会で副会長を務めた。
2010年8月22日、イリノイ州エバンストンの自宅で死去。96歳没。